# X-trafik

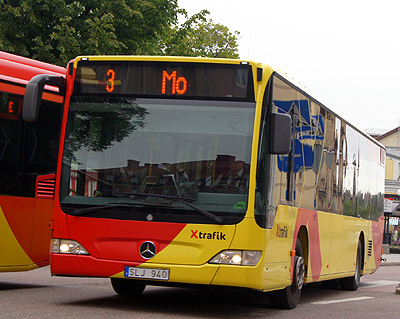
Sundsesplanaden, Hudiksvall, 2014

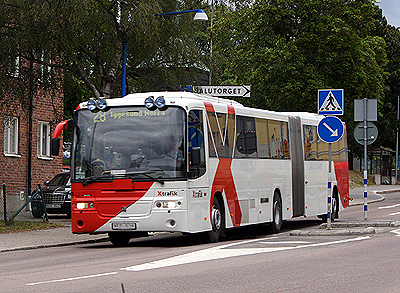
Kungsgatan, Hudiksvall, 2014

X-trafik är ett varumärke för den kollektivtrafik som bedrivs av Region Gävleborg som är regional kollektivtrafikmyndighet i Gävleborgs län. X-trafik är organiserad som en enhet inom Region Gävleborg och har sitt kontor i Söderhamn.
X-trafik ansvarar för kollektivtrafiken i Gävleborgs län, undantaget de östra delarna av Gävle kommun där Mälardalstrafik kör Mälartåg och UL kör busslinjerna 501, 753 och 510 till/från Tierp via Skutskär och Älvkarleby och till Forsmark. Tågtrafik med X-Tåget körs på sträckorna Gävle–Ljusdal och Gävle–Sundsvall. All trafik upphandlas och körs av olika trafikföretag.
I samarbetet Tåg i Bergslagen bedrivs tågtrafik även på sträckan Gävle-Falun och Gävle-Avesta Krylbo. 

Exempel på populära busslinjer som körs av X-Trafik är 41 (Sandviken–Gävle) och 100 (Edsbyn–Bollnäs–Söderhamn).

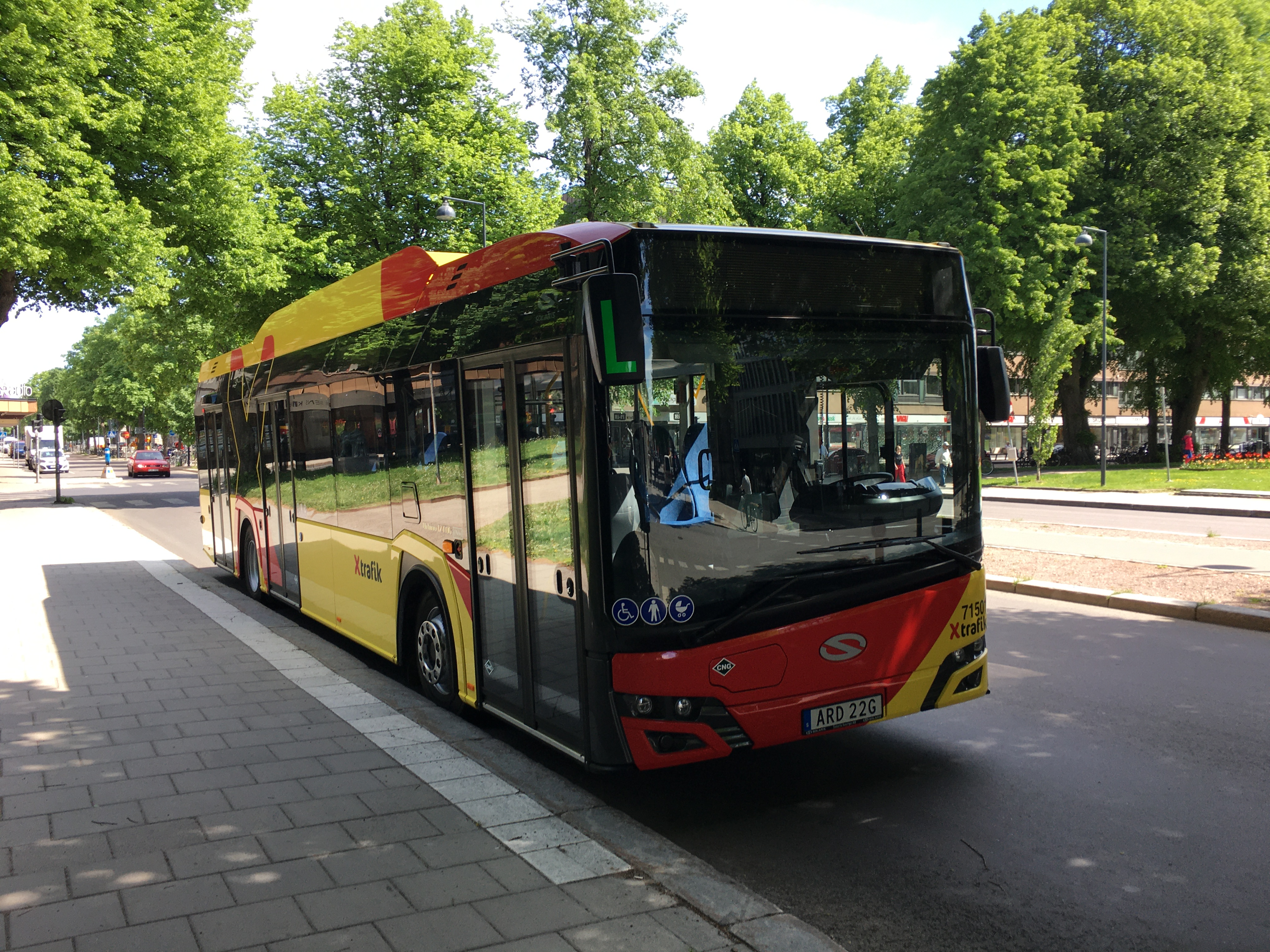

## Historik
X-trafik AB var ett aktiebolag och länstrafikhuvudman i Gävleborgs län. Region Gävleborg ägde hälften av bolaget och den andra hälften ägdes av länets kommuner. Kommunerna hade det trafikpolitiska och ekonomiska ansvaret för busstrafiken inom respektive kommun, plus skolskjutstrafik och liknande. Regionen hade motsvarande ansvar för den regionala buss- och tågtrafiken, samt svarade ekonomiskt för X-trafiks administration. Namnet kan härledas från att Gävleborgs länsbokstav är "X". Bolaget är numera likviderat och verksamheten fungerar sedan 2015 som en avdelning inom Hållbarhetsförvaltningen i Region Gävleborg. 